# Shake, Rattle and Roll
«Shake, Rattle and Roll» es una canción de Blues de doce compases en forma de rock and roll, escrita en 1954 por Jesse Stone bajo su seudónimo de compositor Charles E. Calhoun. Fue grabado originalmente por Big Joe Turner, y con más éxito de Bill Haley & His Comets. La canción cantada por Big Joe Turner está en el puesto n º 126 de la lista de las 500 mejores canciones de todos los tiempos de la revista Rolling Stone.

## Orígenes de la canción
A principios de 1954, Ahmet Ertegun de Atlantic Records sugirió a Stone que escribiera un blues para Big Joe Turner, una canción de blues cuya carrera había comenzado en Kansas City antes de la Segunda Guerra Mundial. Stone jugó con varias frases antes presentarse con "Shake, Rattle and Roll".
Sin embargo, la frase se había utilizado en anteriores canciones. En 1919, Al Bernard grabó una canción sobre el juego de los dados con el mismo título, que evoca claramente la acción de los dados de una taza. La frase también se oye en "Roll The Bones" por el Cuarteto Excelsior en 1922.

## Grabación original de Big Joe Turner
La versión de Turner fue grabada en Nueva York el 15 de febrero de 1954. El coro gritando en su versión consistió Jesse Stone, y discográficas ejecutivos Jerry Wexler y Ahmet Ertegun. El saxofón solista fue por Sam "The Man" Taylor. La grabación de Turner fue lanzada en abril de 1954, alcanzó el número 1 en la EE.UU, y alcanzó el puesto # 22, casi al mismo tiempo, en la lista Billboard pop (posteriormente considerado como el Billboard Hot 100 ).
La canción, en su versión original, es altamente sexual. Tal vez su lírica más salaz, que estuvo ausente de la posterior interpretación de Bill Haley, es "I've been holdin' it in, way down underneath / You make me roll my eyes, baby, make me grit my teeth". [De hecho, podría ser "Over the hill, way down underneath".] En la grabación, Turner arrastrando la letra "aguantando "en", ya que esta línea puede haber sido considerado demasiado atrevido para su publicación. El coro usa "Shake, Rattle and roll" para referirse a las relaciones bullicioso, de la misma manera que las palabras "rock and roll" fue utilizado por primera vez por numerosos cantantes de rhythm and blues, a partir de la canción de Trixie Smith "My Man Rocks Me (With One Steady Roll)" en 1922, y continuando en forma destacada a través de las décadas de 1940 y 1950. Stone dijo que la línea de "a one-eyed cat peepin' in a seafood store" le fue sugerido en la sesión en Atlantic records por el baterista Sam "Baby" Lovett.

## Versión de Bill Haley
La versión de la canción hecha por Bill Haley & His Comets, grabada el 7 de julio de 1954 (tres semanas después de que la primera versión de Turner encabezase las listas de R & B), contó con los siguientes miembros de los Comets: Johnny Grande (piano), Billy Williamson (guitarra rítmica), Marshall Lytle (bajo) y Joey Ambrose (saxofón). Se sabe que Danny Cedrone, un músico de sesión que con frecuencia trabajó para Haley, tocó la guitarra solista, pero existe controversia sobre quién tocaba la batería. Libros de música de referencia indican que se trataba de Panamá Francis, un baterista de jazz señaló que trabajó con el productor de Haley, Milt Gabler, sin embargo, en una carta escrita a principios de 1980, Gabler lo negó y dijo que el baterista era Billy Gussak. Baterista propio escenario Bill Haley, Dick Richards, no tocó en este disco, pero pueden haber proporcionado coros desde que participó en la grabación de la canción de la cara B, "ABC Boogie". Esta fue la sesión de grabación definitivo Cedrone cuando él murió diez días más tarde.
Versión de Haley fue lanzada el 21 de agosto y alcanzó el # 7 en el Billboard lista pop, pasando un total de veintisiete semanas en el Top 40 Fue utilizado como el tema principal de la indios Springfield de la American Hockey League para Durante muchos años, y ahora es utilizado como la canción de la victoria de la actual franquicia en Springfield, MA, el Springfield Falcons.
Gabler ha explicado que iba a "limpiar" la letra, porque "yo no quería censurar con la estación de radio para impedir el registro de que se está reproduciendo en el aire. NBC Con un montón de discos de carrera no se jugó debido a las letras. Así que tuve que ver que de cerca".

## Versiones de Elvis Presley

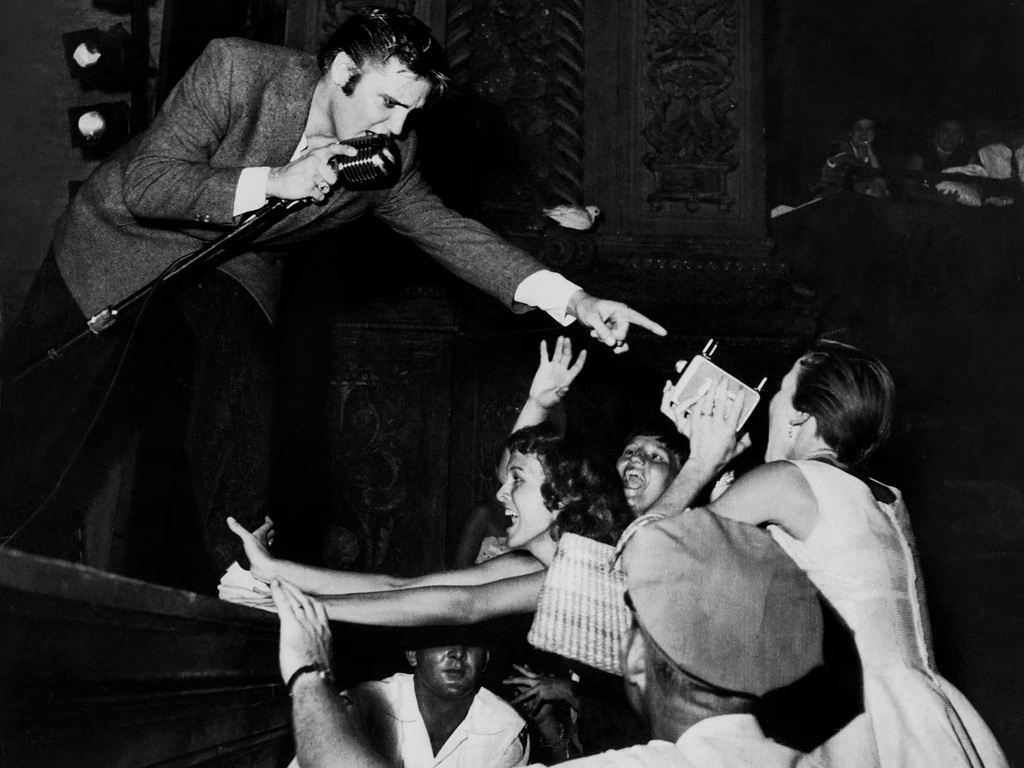
Elvis Presley durante un show en el Olympia Theater en 1956

Elvis Presley grabó la canción dos veces en un ambiente de estudio. Por un lado comenzó con un demo grabado durante 1955 en Sun Records (que no fue lanzado hasta la década de 1990), y como un sencillo en 1956 para la compañía RCA Victor, aunque no fue un gran éxito. Ambas versiones de Elvis tenían un ritmo más rápido que el de Bil Haley.  Elvis grabó el canción con los mismos músicos con los que había estado desde sus primeras sesiones profesionales en Sun Studios, el guitarrista Scotty Moore y el contrabajista Bill Black. D. J. Fontana se unió al grupo a finales de 1954.
La interpretación de Presley de 1956 fue presentada por el disck jockey de Cleveland, Randle Bill, Presley, Scotty, Bill y DJ interpretaron la canción  el 28 de enero de 1956durante una etapa del Show televisivo de Dorsey Brothers.. La canción fue lanzada al mercado el 8 de septiembre de 1956. 
Elvis se encargó de la voz y la guitarra rítmica. Scotty Moore, Bill Black y D. J. Fontana, además de tocar sus instrumentos correspondientes, proporcionaron los coros al igual que puede verse en las filmaciones de la presentación en vivo en televisión del tema, ya que el grupo vocal The Jordanaires, comenzaron a trabajar con Elvis poco después. D. J. Fontana comentaría al respecto que: "Esta es la primera y última vez que vamos a cantar. No se nos puede culpar por ello"
Elvis interpretó este tema en vivo en el teatro Olympia durante una gira por Florida en 1956. Al igual que habíasucedido en otras ocasiones previas, la audiencia enloqueció con las interpretaciones de Elvis t éste terminó sus shows con los pantalones hechos rasgados por los fans..

## Otras versiones
Stone (como Calhoun) más tarde coescribió "Flip, Flop and Fly", que era musicalmente muy similar a "Shake, Rattle and Roll" y siguió el mismo verso-estribillo sencillo formulario. Presley interpretó "Shake Rattle and Roll" en la televisión como parte de un medley con "Flip, Flop and Fly". Tanto Joe Turner (quien coescribió la canción) y Bill Haley grabó esta canción en diferentes versiones, aunque Haley no pudo anotar un éxito con cualquiera de sus grabaciones de la misma. Otras canciones inspiradas en "Shake, Rattle and Roll" incluir "Bark, Battle and Ball" de The Platters. Otros miembros de la misma familia que incluyen "Jump Jive y Wail" por Louis Prima y "Rock This Town" de los Stray Cats. Y un top 10 del Reino Unido en la década de 1980. Stone/Calhoun también se le acredita como el escritor de "Rattle My Bones", una grabación de 1956 en Los Jodimars (formado por exmiembros de los Comets), que utiliza una estructura de verso similar y un coro que iba, "We're gonna rattle, gonna shake, gonna rattle, gonna shake". Count Basie y Joe Williams hicieron versiones grabadas, este último fue lanzado en 1959.
Otras grabaciones notables de "Shake, Rattle and Roll" incluye una versión de Arthur Conley, que fue un éxito en 1968, así como a las versiones de Turner y de los acuerdos de Haley por The Beatles, Sam Cooke, Willy DeVille, Horton Johnny, The Blue Swinging Jeans, Fats Domino, Jerry Lee Lewis, NRBQ, Huey Lewis and the News, Doc Watson. Una grabación de la imitación de la versión de Bill Haley (no grabada por Bill Haley) también fue utilizado como el tema musical de cierre de la película de comedia de 1985, Clue. La canción fue interpretada también por el Ray Ellington Quartet en el episodio de 1985 (una parodia de George Orwell 1984) de la popular BBC comedia de serie radial, The Goon Show. Sam Cooke grabó una versión fina y clara de la canción. Jools Holland grabó una versión big band para su álbum de 2008 The Collection.